# Honda Fit Shuttle

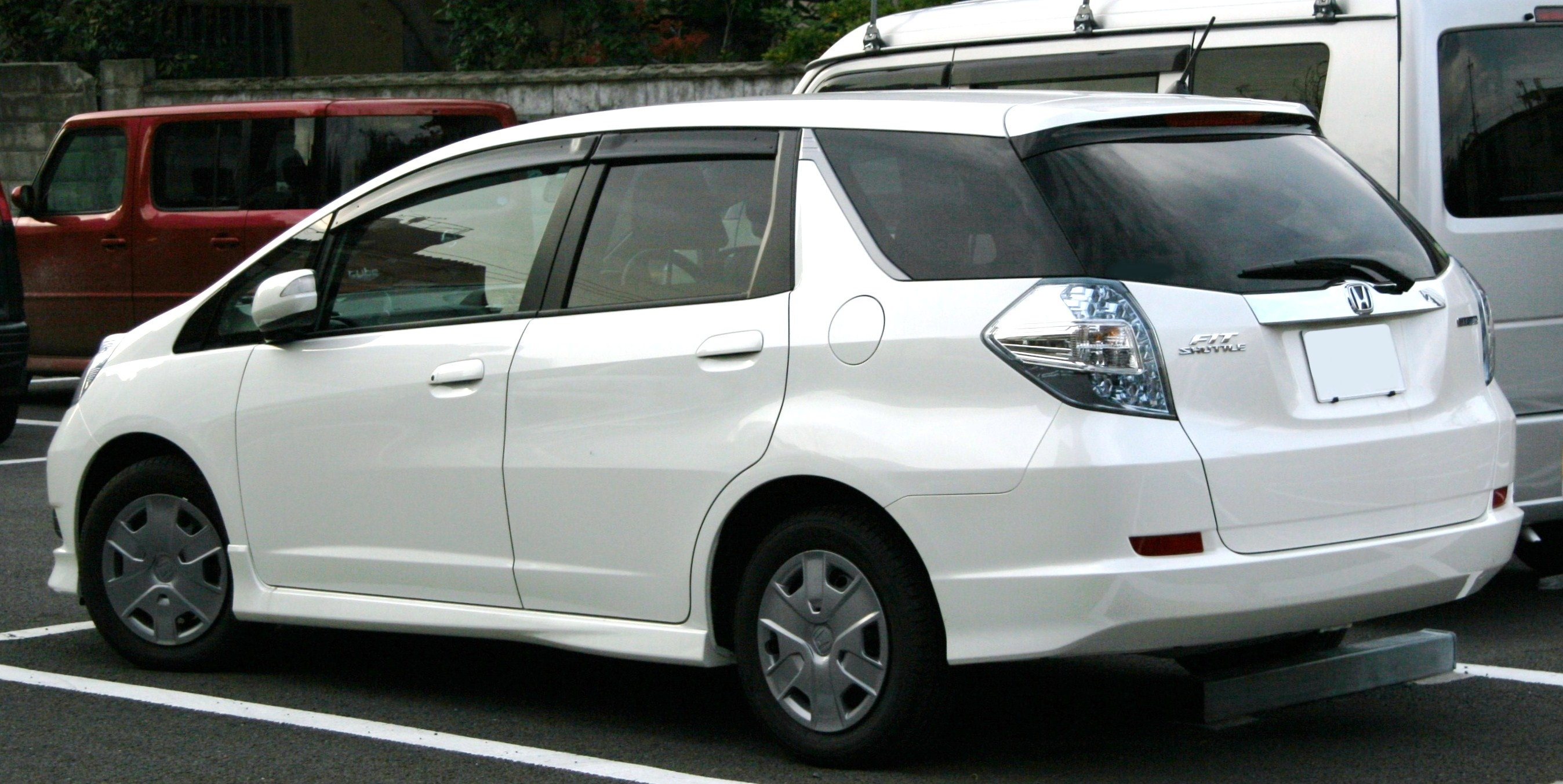
Tył Fit Shuttle

Honda Fit Shuttle – samochód osobowy klasy miejskiej produkowany przez przedsiębiorstwo motoryzacyjne Honda, zaprezentowany w 2011 roku jako odmiana nadwoziowa typu kombi Hondy Fit. Auto przeznaczone jest na rynek japoński.
W 2013 roku zaprezentowano odmianę po lekkim face liftingu. Zmieniono przedni zderzak oraz grill. Nowością w wersji po modernizacji jest nowy poziom wyposażenia Smart Selection dla wersji hybrydowej. Wersja obejmuje m.in. podgrzewane przednie siedzenia, częściowo skórzaną tapicerkę z pomarańczowymi przeszyciami, skórzaną kierownicę wraz z drążkiem zmiany biegów.